# Hindustan Aeronautics Limited

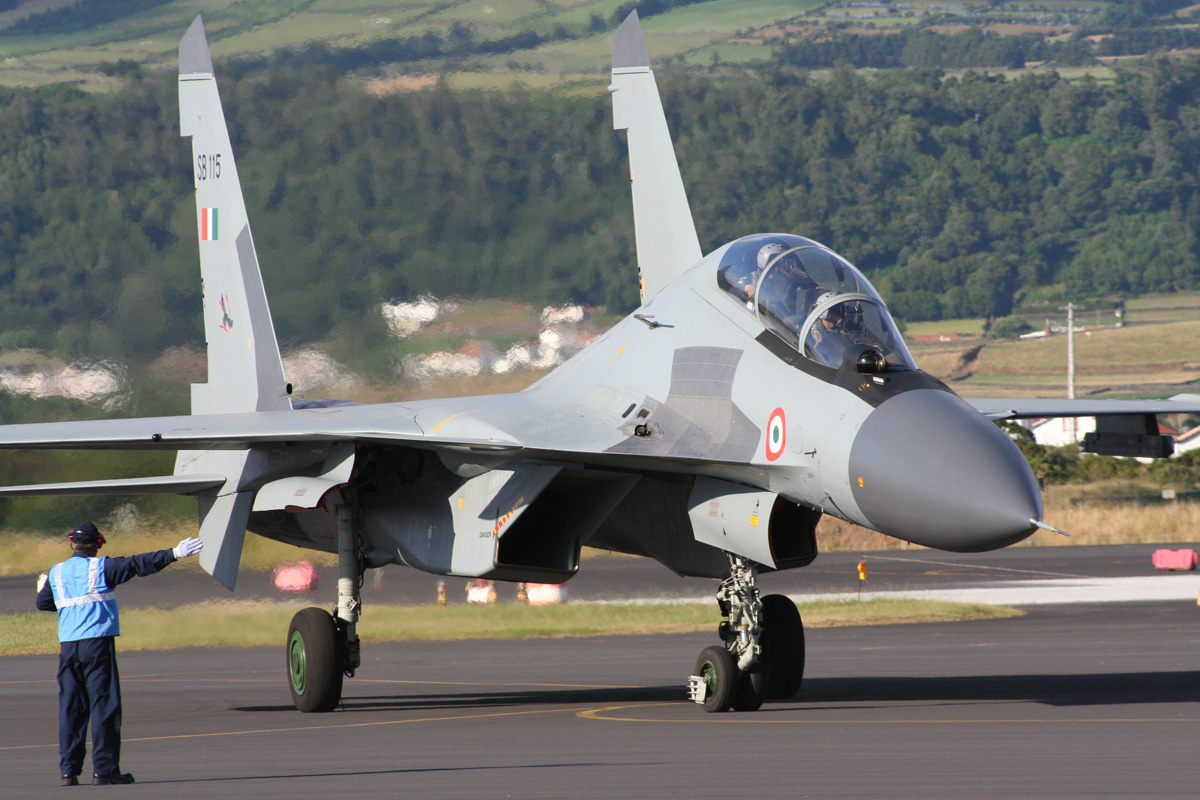
Licenčně vyráběný Suchoj Su-30MKI

Hindustan Aeronautics Limited (HAL) patří mezi největší asijské letecké výrobce. Jedná se o indickou státní společnost řízenou ministerstvem obrany. Firma je výrobcem letecké techniky a jejich komponentů, motorů, elektroniky i provozovatelem letišť.

## Historie
Společnost v roce 1940 založil Walchand Hirachand jako Hindustan Aircraft. Firma sídlila v Bangalore a měla produkovat vojenské letouny pro indické královské letectvo. Během několika let se však stala státním podnikem. Za druhé světové války například prováděla opravy letounů provozovaných v Indii a Barmě.
Po vyhlášení nezávislosti Indie, v roce 1947, převzala vedení společnosti indická vláda a společnost byla přejmenována na Hindustan Aeronautics Limited (HAL). Firma pak hrála důležitou roli při modernizaci indických ozbrojených sil. Prováděla rozsáhlou licenční výrobu (například letounů SEPECAT Jaguar, MiG-21 a MiG-27 či vrtulníků HAL Cheetah a HAL Chetak) a vyvíjela též vlastní typy, mimo jiné vyrobila první domácí stíhací letoun HAL HF-24 Marut, jehož konstruktérem byl Kurt Tank – mimo jiné konstruktér známého stíhacího letounu Focke-Wulf Fw 190.

## Současnost

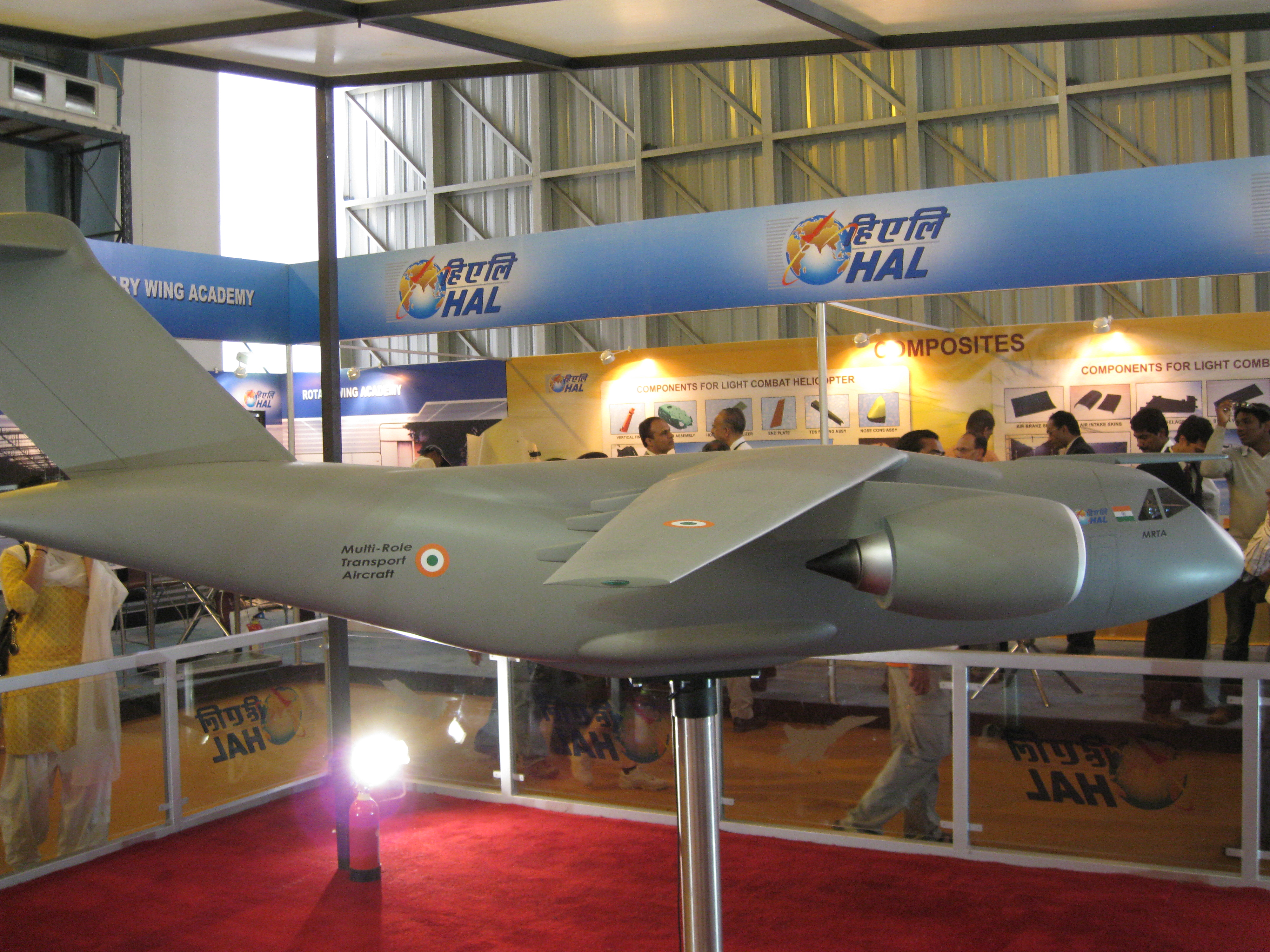
Maketa transportního letounu UAC/HAL Il-214

V současnosti HAL licenčně vyrábí například ruské bojové letouny Suchoj Su-30MKI, přičemž vlastní konstrukce zastupuje například lehký stíhací letoun HAL Tejas či víceúčelový vrtulník HAL Dhruv. Řada dalších je ve vývoji, jedná se například o cvičný letoun HAL HJT-36 Sitara, rusko-indický transportní letoun UAC/HAL Il-214 či vrtulník HAL Prachand.